# Valentino Pascoli
Valentino Pascoli (Cervignano del Friuli, 1882 – Gorizia, 25 maggio 1976) è stato un politico e avvocato italiano.

## Biografia
Nacque nel 1882 a Cervignano del Friuli e frequentò il ginnasio (Staatsgymnasium) a Gorizia, allora parte dell'Impero austriaco. Nel 1908 si laureò in giurisprudenza all'università di Graz e intraprese la carriera di magistrato a Trieste, per poi essere trasferito a Monfalcone come giudice distrettuale. Nel 1913, candidato nella lista del partito nazional-liberale per la Dieta provinciale della Contea di Gorizia e Gradisca, sconfisse il candidato governativo, principe Hohenloe. Il governo asburgico lo fece arrestare il 20 maggio 1915 e deportare prima a Mittergrabern e poi a Göllersdorf, fino a essere internato in un campo di concentramento. Fu liberato nel 1918 in seguito all'amnistia concessa  dal nuovo imperatore Carlo I d'Asburgo. Si trovò così tra i componenti del Comitato di salute pubblica.
Con l'annessione della contea al Regno d'Italia, riprese il suo posto in magistratura, dalla quale si ritirò per collocamento a riposo con il grado di consigliere di Corte d'appello, e iniziò a ricoprire importanti cariche in ambito provinciale, quale commissario e preside della Provincia di Gorizia, e poi podestà della città dal 1934 al 1938. Durante il suo mandato venne restaurato e riaperto il castello di Gorizia, danneggiato dai bombardamenti della prima guerra mondiale, e riqualificato corso Italia. Fu anche membro della Commissione italo-jugoslava per la determinazione dei confini e poi membro della Commissione per la liquidazione dei beni. Ricoprì per molti anni la carica di presidente della Cassa di risparmio di Gorizia.
Ebbe un figlio, Eno (1913–1993), anch'egli avvocato e politico. Morì a Gorizia il 25 maggio 1976.
Nel 2015 i nipoti Alvise e Foscarina Pascoli hanno donato al Comune di Gorizia un suo ritratto, opera della pittrice Nora Carella, che è stato posizionato nella galleria dei sindaci del palazzo comunale l'8 ottobre 2015.